# Tarcza arabska
Tarcza arabska, stanowi południowo-zachodnią część platformy arabskiej. Składa się z dwóch kompleksów:
Medina – podłożowy, złożony z gnejsów, łupków krystalicznych, przewarstwień marmurów i rzadkich granitoidów;
Wadi Fatima – pokrywowy, to głównie zlepieńce, arkozy, piaskowców i skał wulkanicznych, na których występują łupki ilaste i wapienie.
Tarczę przecinają uskoki z młodszego kenozoiku, gdzie występują bazalty. Uskoki te biegną w dwóch kierunkach, z północnego zachodu na południowy wschód oraz z południowego zachodu na północny wschód.